# Vachellia caven
El espino, también llamado espinillo, aromo, aromito, caven o churki (sus nombres son comunes a varias otras especies), es el nombre de un arbusto o arbolito de hoja caduca de la familia de las fabáceas (Fabaceae), presente en Argentina, Bolivia, Chile, Paraguay, Uruguay y el sur de Brasil. Puede llegar a los 4 metros de altura, aunque es de porte más bien bajo y achatado. En algunas regiones es una especie protegida porque coloniza terrenos poco fértiles, sobre todo en la cordillera de los Andes. Puede llegar a crecer hasta los 3000 ms.n.m.

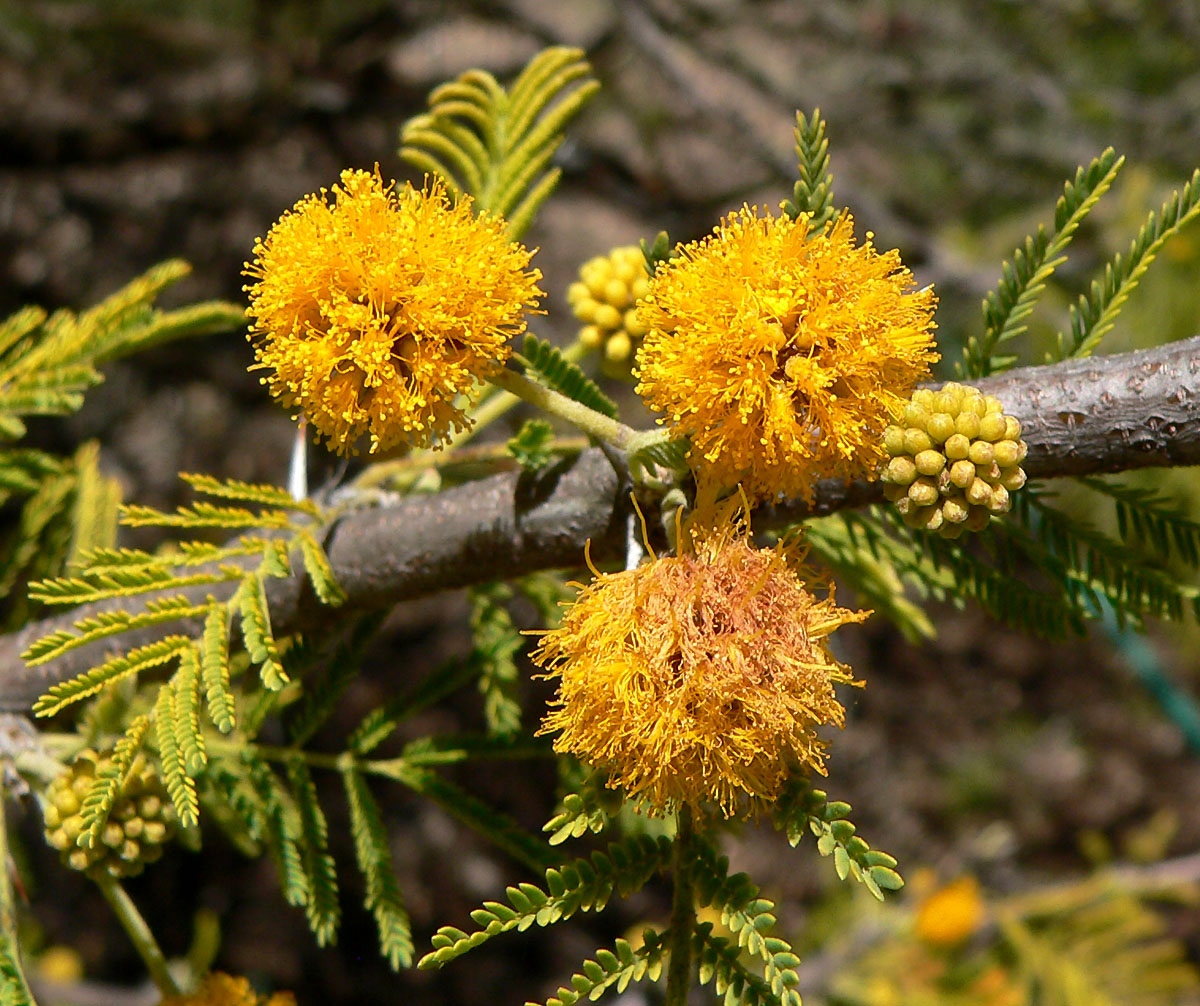
Inflorescencia

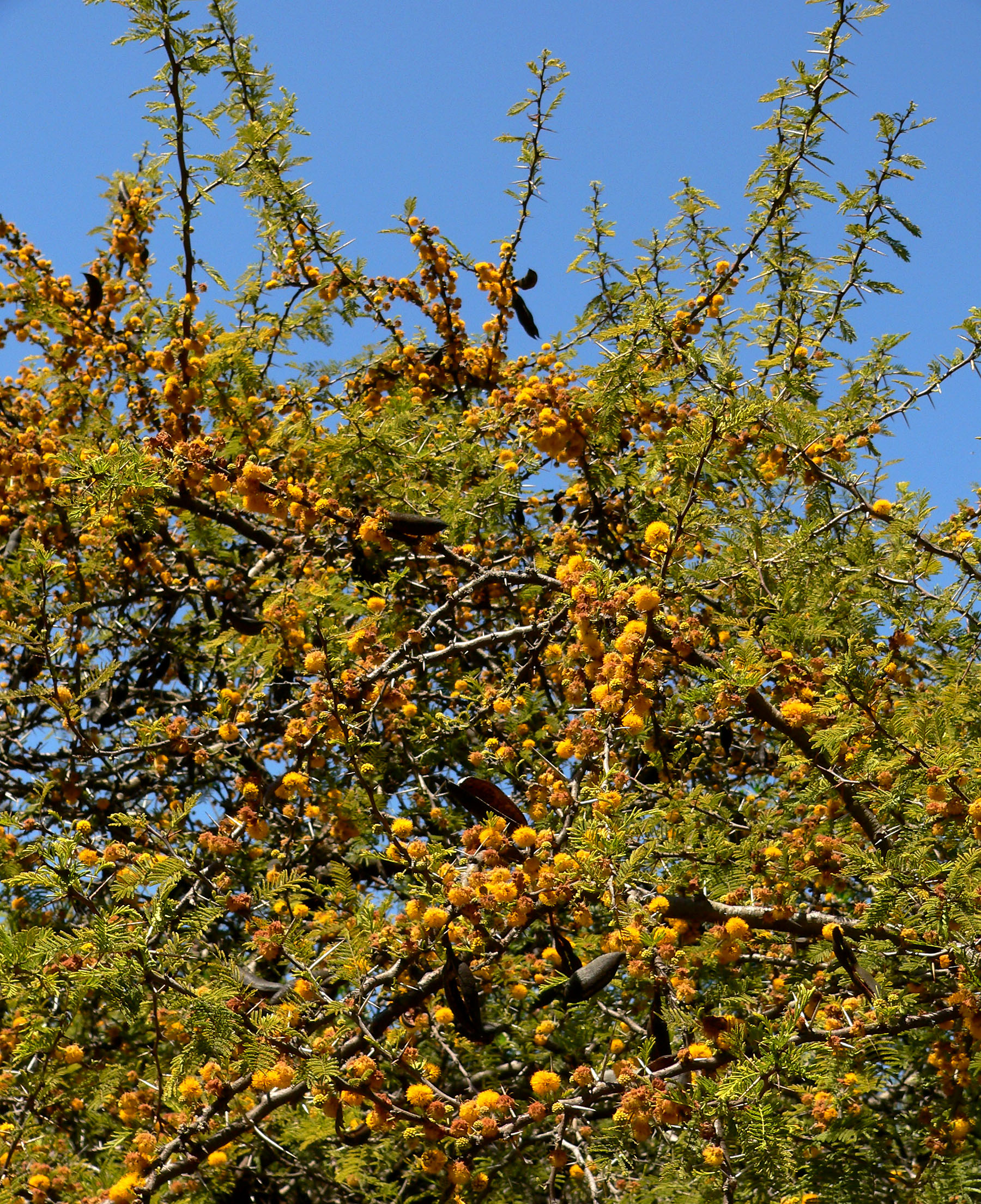
Vista del árbol

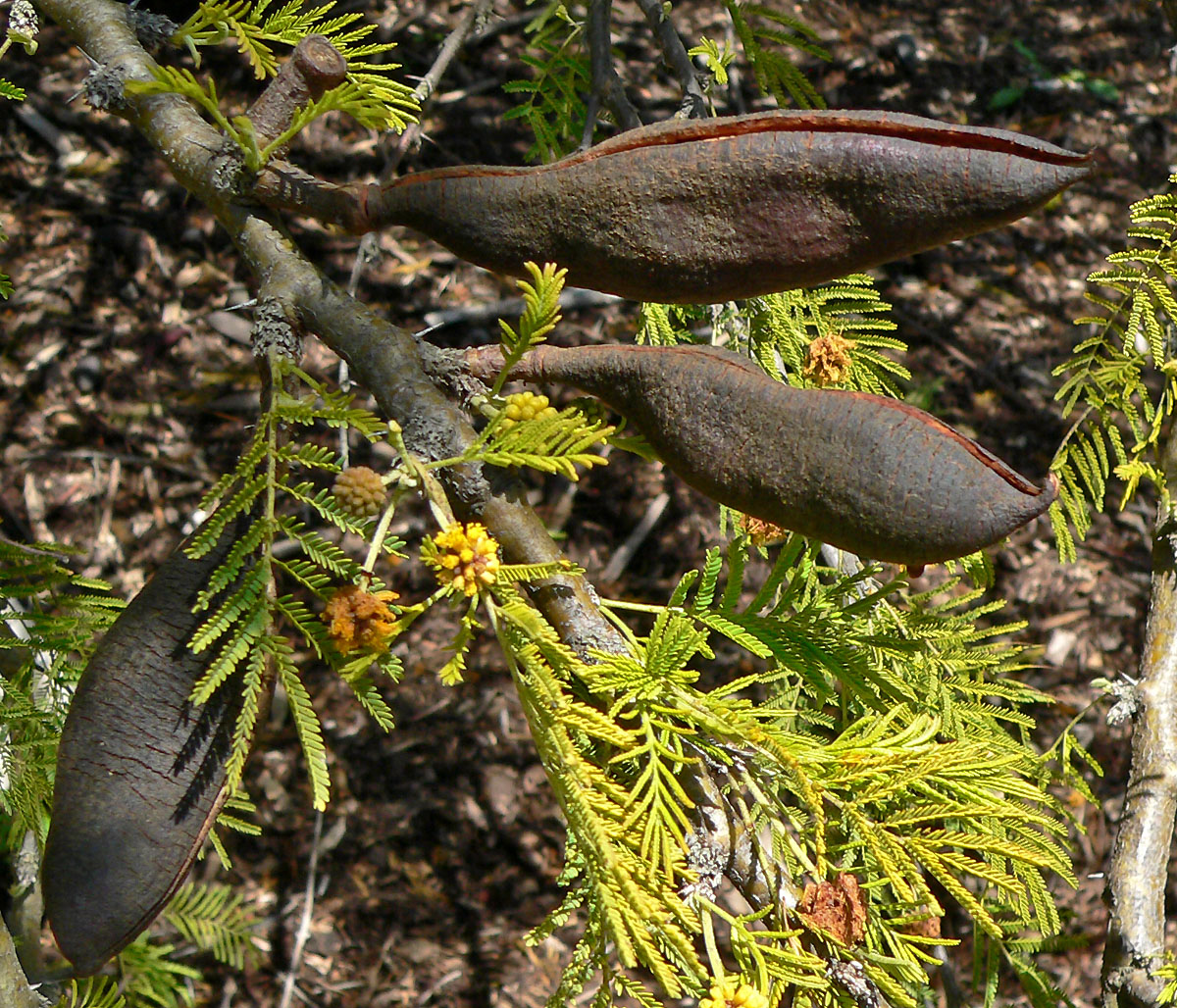
Fruto

## Descripción
Arbusto de hasta cinco metros de altura, de copa redondeada, corteza castaño oscura con profundas grietas oblicuas. Ramas muy tortuosas y oscuras con características espinas gris claro dispuestas de a pares en los nudos de hasta 5 cm (centímetros) de largo. Hojas bipinnaticompuestas, caducas. Flores amarillas, muy pequeñas y perfumadas dispuestas en inflorescencias esféricas compactas con un pedúnculo corto de entre 4 y 18 mm (milímetros). El fruto es una legumbre casi siempre indehiscente, leñosa, castaño oscura, gruesa, de entre 4 y 7 cm de largo y 2 a 3 cm de diámetro con el extremo punzante. Las semillas son amarillo-verdosas, duras, de aproximadamente 6 mm de diámetro.
Durante años, se le consideró a esta especie como una planta invasora, sin embargo, estudios realizados en 2017, en el Instituto de Ecología y Biodiversidad de la Universidad de Chile, comprobaron lo contrario, al notar que, al crecer en áreas boscosas, lo hace alrededor de huecos espaciosos, y es menos competitiva; además, creaba un clima protegido para especies de menor tamaño, y suele nacer en espacios abiertos, sobre todo, en aquellos que, anteriormente, han sido afectados por un incendio forestal.

## Hábitat
Habita zonas de clima mediterráneo y estepa cálida, aunque hay excepciones, porque también se la puede ver en el Chaco árido. Es capaz de soportar periodos prolongados de sequía. Se la puede encontrar en Argentina, Tarija (sur de Bolivia), Chile, Paraguay, Uruguay y en las pampas de Río Grande del Sur (Brasil), así como en España e Italia, aunque en estos dos últimos países es exótica. Dado su amplio rango de hábitat, algunos autores consideran que existen muchas subespecies y variedades.

Es muy común en la provincia argentina de Entre Ríos, donde crece en zonas generalmente degradadas, y desaparece cuando las especies más propias de esa zona vuelven a estar. Además, forma espinillares en las tierras de lomadas (que tienen alto drenaje). En la Provincia de Córdoba (Argentina), representa una de las especies más comunes en el monte de las serranías y en el espinal, principalmente debido al incremento de los incendios y desmontes, que aumentan su presencia, debido a que es una especie precursora.
Es un arbolito que abunda en la zona de Córdoba y Entre Ríos. Fue elegido como el árbol de la provincia de Entre Ríos por la iniciativa "Un millón de árboles" y por voto popular en el año 2020 (Programa de Educación Ambiental y el Jardín Botánico Oro Verde, dependiente de la Facultad de Ciencias Agropecuarias de la Universidad Nacional de Entre Ríos. Leer más en la página oficial del C.G.E.).

## Usos
Los usos de esta planta son variados. En Chile, es usada como alimento para ovejas destinadas a la producción de lana, mientras que, en Bolivia, es usada para la alimentación del ganado caprino.
Algunos la utilizan de manera ornamental, pero su uso preferencial es en el área de la perfumería y la farmacéutica, debido a sus propiedades cicatrizantes y aromáticas. Asimismo, su madera es usada como carbón vegetal.

## Taxonomía
Vachellia caven (en aquel entonces Acacia caven) fue descrita por Molina y publicada en Saggio sulla Storia Naturale del Chili 163–164, 299. 1810.
Etimología
caven: epíteto que deriva del nombre del árbol en el idioma mapuche o mapudungún.
Variedades botánicas (solo algunos autores consideran que existen)
- Vachelia caven (Molina) Molina var. caven
- Vachellia caven var. dehiscens Ciald.
- Vachellia caven var. microcarpa (Speg.) Ciald.
- Vachellia caven var. stenocarpa (Speg.) Ciald.

Sinonimia:
- Acacia adenopa Hook. & Arn.
- Acacia cavenia (Molina) Hook. & Arn.
- Acacia farnesiana var. cavenia (Hook. & Arn.) O.Kuntze
- Mimosa caven Molina
- Mimosa cavenia Molina
- Vachellia farnesiana (Molina) Speg.[9]